# Остров (Верхнєландеховський район)
Остров (рос. Остров) — присілок в Верхнєландеховському районі Івановської області Російської Федерації.
Населення становить 1 особу. Входить до складу муніципального утворення Кромське сільське поселення.

## Історія
Від 2005 року входить до складу муніципального утворення Кромське сільське поселення.

## Населення
| 1859 | 1905 | 2010 |
| ---- | ---- | ---- |
| 84   | ↗86  | ↘1   |